# Dois Galanteadores
"Dois Galanteadores" é um conto de James Joyce publicado em 1914 na coleção Dublinenses. Ele conta a história de dois irlandeses que estão frustrados com a falta de sucesso na vida que exploram outras pessoas para se sustentarem. Joyce considerou essa uma das histórias mais importantes em Dublinenses.

## História da publicação
A editora de Londres de Grant Richards concordou em publicar Dublinenses , em 1905, mas havia a preocupação em relação a obscenidade. Uma das histórias com passagens em questão foi "Dois Galanteadores." Joyce questionou a relutância de Richard em publicar com a seguinte pergunta "É a moeda de ouro ou o código de honra pelo qual os dois galanteadores vivem que te choca?" Em uma carta para Grant Richards, Joyce expressou seu apego com a história dizendo: "omitir a história do livro seria realmente desastroso. É uma das histórias mais importantes do livro. Eu prefiro tirar outras cinco histórias (que eu poderia nomear) do que esta". Joyce reeditou algumas palavras da versão final, mas a história foi mantida na coleção que foi publicada por Richards nove anos depois que Joyce, inicialmente a apresentou em 1905.

## Resumo do enredo
À noite, um jovem chamado Corley está andando com seu amigo Lenehan e lhe conta sobre uma mulher que ele seduziu. Um encontro foi organizado entre a mulher e Corley, durante o qual Lenehan vagueia por Dublin, antes de se sentar para uma ceia de ervilhas e uma garrafa de cerveja marrom. Durante o seu tempo sozinho, Lenehan contempla a sua atual situação, com a idade de vinte e um, e insatisfeito com a sua vida. Ele sonha com uma esposa de "pouca inteligência". Depois de comer, Lenehan vagueia pelas ruas sem rumo, esperando que Corley realmente o encontre como combinaram. Corley mostra uma moeda de ouro que a mulher roubou de seu patrão para lhe entregar, uma reviravolta comparado à relacionamentos passados em que Corley gastava dinheiro com mulheres. Juntos, Lenehan e Corley vão embora levando a moeda roubada.